# Яблоков, Станислав Юрьевич
Станисла́в Ю́рьевич Я́блоков (род. 17 января 1993, Санкт-Петербург) — российский футболист, полузащитник.

## Карьера
Воспитанник петербургского «Зенита». Начинал свою карьеру в молодёжном составе питерцев, а потом в течение двух лет Яблоков выступал во втором дивизионе за петрозаводскую «Карелию» и «Псков-747».
В конце лета 2014 года хавбек заключил контракт с клубом эстонской Мейстрилиги «Локомотив» (Йыхви). Первый свой гол за новый клуб Станислав забил в дебютном матче против таллинского клуба «Флора».
Весной 2015 года играл во второй лиге Чехии за клуб «АФК Нове-Место-над-Вагом». С 2015 года не выступает на профессиональном уровне.